# Pythagoras kop
En Pythagoras kop er en form for spøg og skæmtartikel i form af en kop. Den er opkaldt efter den græske matematiker Pythagoras, som efter sigende har opfundet den. Koppens udformning gør, at den bliver tømt via et hul i bunden, hvis den bliver fyldt for meget.
Den skulle efter sigende være opfundet af Pythagoras, der gav den til sine elever, så han vidste, at de alle fik lige meget vin. Hvis én tog for meget, ville det hele løbe ud af bunden. På Kreta kaldes den "o kounenos tis dikaiosynis" på græsk, hvilket betyder retfærdighedens kop.

## Form og funktion
En Pythagoras kop ligner en normal kop, bortset fra, at der er en søjle inden i koppen. Søjlen er i midten af koppen over et hul i bunden af koppen. Et lille rør går fra hullet inden i søjlen og næsten helt op i den hule søjle. Søjlen er således også et rør, og den har et lille hul på siden nederst i bunden af koppen.
Når koppen bliver fyldt, vil væskestande stige i den indvendige del af søjlen efter Pascals lov om forbundne kar. Så længe, væskeniveauet ikke bliver højere end det inderste rør, fungerer koppen normalt. Hvis væskemængden bliver for høj, begynder den at flyde ned i det inderste rør og ud af hullet i bunden. Tyngdekraften skaber der efter en hævert, og al væsken fra koppen flyder op igennem det yderste rør og ned igennem det inderste. Visse moderne toiletter fungerer ved samme princip.